# فرانسوا أود دو ميزري
فرانسوا أود دو ميزري (بالفرنسية: François Eudes de Mézeray)‏ (1610 – 1683) مؤرخ فرنسي من أشهر كتبه «تاريخ فرنسا منذ فاراموند حتى حكم لويس العادل».